# 香港科技大学（广州）
香港科技大学（广州）（英語：The Hong Kong University of Science and Technology (Guangzhou)），简称港科大（广州），位于中国广东省广州市南沙区東涌鎮，是香港科技大学、广州大学和广州市人民政府共同举办的一所大学，为粵港澳大灣區规划发布后首个具独立法人资格的内地与香港合作办学机构，也是南沙区内第一所高校。学校于2019年9月动工，2022年6月获教育部正式批准设立并启用，同年9月正式开学。

## 历史
2017年3月，广州市市长温国辉访问港科大，提出邀请港科大到广州办学的意愿；2017年8月，港科大校董会廖长城主席与史维校长等拜访广州市，进一步明确广州欢迎港科大到广州办学。2018年4月14日，香港特首林郑月娥在会见到访的教育部部长陈宝生时表示，期望香港知名高校能够落户粤港澳大湾区，以配合大湾区打造国际化教育示范区的目标；同年10月，科大与广州大学签署了合作办学意向书，正式确定将在广州市南沙区设立分校，成为广州市首个中外合作办学机构。2018年12月21日，科大与广州大学和广州市人民政府正式签署举办香港科技大学（广州）的合作协议。根据协议，广州市政府负责提供土地，并将拨款支持校园建设和未来营运经费；而科大则负责新校的教学质量与相关政策，并引入科大的管理模式及教研文化。
2019年3月，广州当局开始启动项目范围内的房屋拆迁工作，涉及东涌镇的三沙村和官坦村。2019年9月19日，教育部正式批准广大与科大合作筹备香港科技大学（广州）。9月26日，香港科技大学（广州）项目正式动工。
2022年6月14日，教育部批准正式设立香港科技大学（广州），学校于同月29日正式成立。首批行政人员于8月8日入驻广州校园办公，而首批学生于8月20日到校注册。学校于9月1日正式开学。2023年，学校招收首批140名本科生。
2024年6月，港科大与港科大（广州）联合发起“红鸟跨校园学习计划”，该学习计划支持学分互换互认，并透过“科目共享”机制，增加部分学科名额。

## 校园
校园位于广州市南沙区东涌镇庆盛枢纽区块，毗邻地铁东涌站、高铁庆盛站和沙湾水道。校园规划占地面积111.27公頃（1,669.0亩），由KPF建築事務所负责规划设计，并将分两期进行建设。校园首期面积为47.73公頃（715.9亩），总建筑面积达到63.36万平方米。首期工程已于2022年8月移交校方进行管理，而二期工程于2025年6月动工建设。

## 学术

### 学科
港科大（广州）将不会重叠清水湾校园已提供的学科，而将重点发展交叉学科，以相互补足。该校采用（枢纽-学域），而非传统院-系的学术组织架构，以鼓励学科交叉。现规划有4个学科枢纽，下设17个学域：
- 功能枢纽（Function Hub）：先进材料、地球与海洋大气科学、微电子、可持续发展能源及环境
- 信息枢纽（Information Hub）：人工智能、数据科学及分析、计算媒体与艺术、物联网
- 系统枢纽（Systems Hub）：生物医学及生物医药工程、智能交通、机器人与自动化系统、智能制造
- 社会枢纽（Society Hub）：金融科技、创新创业与公共政策、城市治理与设计、MBA+、碳中和与气候变化[19]

2023年3月，学校成立了隶属于副校长（教学）办公室的教育科学学院和未来技术学院。前者负责本科生从入学到正式选定专业方向期间的学术支持，后者负责管理“红鸟”硕士项目。

### 招生
学校于2019年开始启动广州校区“先导计划”，招收106名研究生，以试行新校拟设的课程及开展相关领域的研究。首两年先导计划招收的学生在香港清水湾本部培养，2022年广州校区启用后再至新校区学习，毕业后将同时获得港科大和港科大（广州）的文凭。
学校的正式招生工作于2022年开始。15个硕博士专业于同年开始招生，届时颁发香港科技大学硕士学位和博士学位证书。
而本科招生方面，首批开设的人工智能、数据科学与大数据技术、智能制造工程等三个本科专业于2023年开始招生。学校该年录取了125名来自广东、河南、山东、四川四省的学生、12名港澳台学生及3名国际学生。届时将颁发香港科技大学（广州）毕业证书、学士学位证书及香港科技大学学士学位证书。2024年，学校新增招收湖南、安徽、江西、河北、贵州、北京和上海等省市的考生。
根据规划，学校最终将达到10,000名的在校生规模:366。

## 行政架构
香港科技大学（广州）是香港科技大学和广州大学在广州市人民政府的支持下，参照《中华人民共和国中外合作办学条例》及其实施办法和相关内地法律法规、行政规章，并在不违反香港法例第1141章《香港科技大學條例》及其他相关香港法律法规、行政规定下和各方职权范围内，合作举办的一所具有独立法人资格的内地与香港特别行政区合作办学机构。学校实行理事会领导下的校长负责制。

### 理事会
香港科技大学（广州）理事会是学校的最高管治和决策机构，由十七名理事组成。其中，八名理事由香港科技大学委派，八名理事由广州大学委派，一名理事由广东省人民政府或广东省教育厅委派。广州市人民政府通过广州大学委派理事，作为政府权益代表，行使相关职责。现任理事长为香港科技大学校长叶玉如教授，副理事长为广州大学党委书记、校长魏明海教授。

### 领导团队

#### 歷任校长
| 任 | 肖像 | 校长        | 上任           | 卸任 | 备注   |
| -- | ---- | ----------- | -------------- | ---- | ------ |
| 1  |      | 倪明選 教授 | 2021年 4月19日 | 現任 | [ 28 ] |

#### 高级管理团队
| 高级领导团队名录               | 高级领导团队名录 |
| ------------------------------ | ---------------- |
| 校长                           | 倪明選教授       |
| 副校長（教學）                 | 吴景深教授       |
| 副校長（研究生事务）           | 吴宏伟教授       |
| 副校长（行政）                 | 庞鼎全教授       |
| 协理副校长（研究）             | 伍楷舜教授       |
| 协理副校长（知识转移）         | 熊辉教授         |
| 协理副校长（教学）             | 杨旸教授         |
| 协理副校长（协调及实验室安全） | 关继祖教授       |
| 功能枢纽院长                   | 温维佳教授       |
| 信息枢纽院长                   | 陈雷教授         |
| 系统枢纽院长                   | 李世玮教授       |
| 社会枢纽署理院长               | 齐晔教授         |
| 首席工程师、工会主席           | 苏权科教授       |

## 校园标识
港科大（广州）与港科大在「港科大一体、双校互补」的框架下进行合作，港科大（广州）同样使用港科大的校徽等校园标识。2023年3月，科大推出了建校以来首支校歌，该校歌亦同时用于科大香港校园及港科大（广州）。